# Velvyslanectví Korejské republiky v Praze
Velvyslanectví Korejské republiky v Praze (korejsky 주체코 대한민국 대사관) je nejvyšší zastupitelský úřad Korejské republiky (Jižní Koreje) v Česku, zřízený roku 1990. Od roku 2022 sídlí ve vile na adrese Pelléova 83/15 v Bubenči v městské části Praha 6. Úřad od roku 2023 jej vede velvyslanec Hong Young-ki.

## Historie
Po korejské válce a rozdělení poloostrova na Severní a Jižní Koreu udržovalo komunistické Československo diplomatické vazby pouze s KLDR. Jižní Korea navázala první diplomatické vztahy s Československou federativní republikou 22. března 1990, tedy krátce po Sametové revoluci. Dne 13. června 1990 zřídila jihokorejská vláda v Praze velvyslanectví Korejské republiky v Československu, 19. července 1991 potom československá vláda zřídila v Soulu velvyslanectví československé (pozdější Velvyslanectví České republiky v Koreji). Po rozpadu Československa 1. ledna 1993 bylo pražské velvyslanectví reorganizováno na Velvyslanectví Korejské republiky v České republice. 
V září 2022, u příležitosti 32. výročí navázání diplomatických vztahů, se velvyslanectví přestěhovalo do nově znárodněné budovy nacházející se v ulici Pelléova, č. 83/15, v pražské Bubenči. Původní budova z roku 1909 prošla rozsáhlou přestavbou, aby objekt lépe vyhovoval potřebám velvyslaneckého úřadu, včetně přístavby nové budovy.

## Seznam velvyslanců
| Pořadí | Jméno            | Datum jmenování |
| ------ | ---------------- | --------------- |
| 1.     | Seon Jun-yeong   | Červenec 1990   |
| 2.     | Min Byeong-seok  | Únor 1993       |
| 3.     | Kim Jae-seop     | Září 1995       |
| 4.     | Ham Myeong-cheol | Květen 1998     |
| 5.     | Jo Chang-beom    | Září 1999       |
| 6.     | Lee Chun-hee     | Únor 2002       |
| 7.     | Čon Hae-jin      | Září 2004       |
| 8.     | Čo Seong-jong    | Únor 2007       |
| 9.     | Ó Gap-ryeol      | Březen 2010     |
| 10.    | Moon Ha-young    | Červen 2013     |
| 11.    | Moon Seung-hyun  | Listopad 2016   |
| 12.    | Kim Tae-jin      | Prosinec 2019   |
| 13.    | Hong Young-ki    | Červenec 2023   |